# The 'Burbs
The 'Burbs (prt: S.O.S. Vizinhos ao Ataque; bra: Meus Vizinhos São um Terror) é um filme norte-americano de 1989, do gênero comédia de terror, dirigido por Joe Dante, com roteiro de Dana Olsen.
Estrelado por Tom Hanks, Bruce Dern, Frances Fisher, Rick Ducommun, Corey Feldman e Henry Gibson, o filme é uma sátira a ambientes suburbanos e seus moradores excêntricos.

## Sinopse
No calmo subúrbio fictício de Hinkley Hills, Missouri, Ray Peterson (Tom Hanks) tenta conhecer melhor seus misteriosos novos vizinhos, os Klopeks.

## Elenco
| Ator             | Papel              |
| ---------------- | ------------------ |
| Tom Hanks        | Ray Peterson       |
| Bruce Dern       | Lt. Mark Rumsfield |
| Frances Fisher   | Carol Peterson     |
| Rick Ducommun    | Art Weingartner    |
| Corey Feldman    | Ricky Butler       |
| Henry Gibson     | Dr. Werner Klopek  |
| Brother Theodore | Tio Reuben Klopek  |
| Courtney Gains   | Hans Klopek        |
| Wendy Schaal     | Bonnie Rumsfield   |
| Gale Gordon      | Walter Seznick     |